# Paul du Bois-Reymond

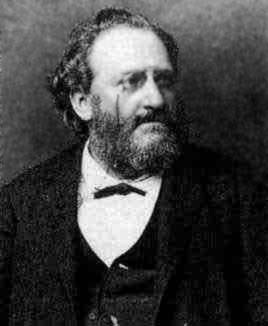
Paul du Bois-Reymond

David Paul Gustave du Bois-Reymond (* 2. Dezember 1831 in Berlin; † 7. April 1889 in Freiburg im Breisgau) war ein deutscher Mathematiker.

## Leben und Werk
Paul du Bois-Reymond entstammte einer Hugenotten-Familie und war ein Bruder des Mediziners Emil du Bois-Reymond.
Er studierte ab 1849 Medizin in Zürich und danach Mathematik in Königsberg und an der Universität Berlin, wo er 1859 bei Ernst Eduard Kummer promoviert wurde (De aequilibrio fluidorum). Er war zunächst von 1861 bis 1865 Lehrer in Berlin am Friedrich-Werderschen Gymnasium. Nach der Habilitation 1865 an der Universität Heidelberg war er dort Dozent und ab 1868 außerordentlicher Professor. 1869 wurde er ordentlicher Professor in Freiburg im Breisgau, 1874 in Tübingen und 1884 an der Technischen Hochschule in Berlin.
Der Schwerpunkt seiner mathematischen Arbeiten lag in der Theorie der Differentialgleichungen. Bekannt wurde er jedoch durch seine Arbeit über Fouriersche Reihen aus dem Jahre 1873, in der er die Existenz einer stetigen Funktion zeigte, deren Fouriersche Entwicklung in einem Punkt divergiert. Er widerlegte damit eine lange Zeit als gesichert geltende Vermutung von Dirichlet. Erst etwa 90 Jahre später bewies Lennart Carleson, dass die Fouriersche Entwicklung einer stetigen Funktion fast überall konvergiert. Du Bois-Reymond bewies 1879 das Fundamentallemma der Variationsrechnung.

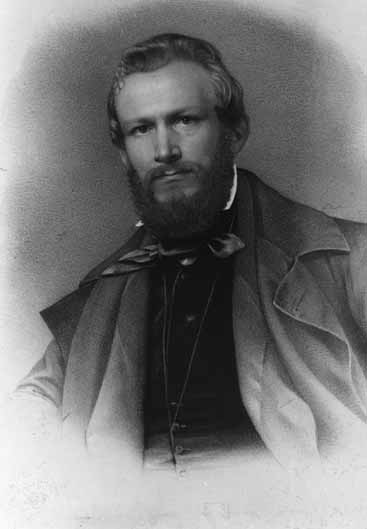
Du Bois-Reymond als Privatdozent in Heidelberg

Du Bois-Reymond beschäftigte sich auch mit Grundlagenfragen der Mathematik und gab als Erster einen sorgfältigen Beweis des Mittelwertsatzes der Integralrechnung. In seinem Buch Allgemeine Functionentheorie kritisiert du Bois-Reymond die metaphysischen Voraussetzungen und Begründungsmängel des mathematischen „Platonismus“ und setzt dem eine Art empirischen Standpunkt entgegen.
Er starb im April 1889 auf einer Reise in Freiburg an einem chronischen Nierenleiden und wurde auf dem Alten St.-Matthäus-Kirchhof in Berlin-Schöneberg beigesetzt (Grab eingeebnet, Porträtmedaillon aus Bronze, vermutlich von Eduard Lürssen modelliert, in Berliner Privatbesitz erhalten).
1874 wurde er Mitglied der Bayerischen Akademie der Wissenschaften in München, im Jahr 1883 wurde er zum Mitglied der Leopoldina gewählt.
Zu seinen Doktoranden zählen Carl Cranz, Otto Hölder und Rudolf Mehmke.

## Werke
- Über die Fourierschen Reihen. In: Nachrichten der Königlichen Gesellschaft der Wissenschaften und der Georg August Universität zu Göttingen. Göttingen 1873.
- Eine neue Theorie der Convergenz und Divergenz von Reihen mit positiven Gliedern. In: Journal für die reine und angewandte Mathematik, 1873, S. 61–91. ISSN 0075-4102.
- Allgemeine Functionentheorie. Tübingen 1882.
- Über lineare partielle Differentialgleichungen 2. Ordnung. In: Journal für die reine und angewandte Mathematik, 1889, S. 241–301. ISSN 0075-4102.
- Über die Grundlagen der Erkenntnis in den exacten Wissenschaften. Tübingen 1890.